# 堀田理恵
堀田 理恵（ほった りえ、1985年5月11日 - ）は、日本の元女子バレーボール選手。

## 来歴
福岡県遠賀町出身。母親の影響で小学校2年生からバレーボールを始める。福岡大学では、2007年全日本バレーボール学生選抜東西対抗戦において西軍の一員として出場、敢闘賞及びサーブ賞を受賞するなどの活躍をする。2008年1月5日、プレミアリーグ2007-2008シーズン途中で岡山シーガルズに内定選手として登録。僅か一週間後、12日ホーム岡山大会より出場。
その後もコンスタントに活躍を続け、同シーズンのチーム初のプレーオフ進出、2008年チャレンジ!おおいた国体バレーボール成年女子の部優勝に貢献するなど、着実に出場機会を得た。
2011年5月、岡山シーガルズを退団。2013年現在、鹿児島県の中学校に勤務。

## 人物・エピソード
- 岡山シーガルズ入団のきっかけは、2006年のじぎく兵庫国体で福岡選抜の一員として出場する堀田を同チームの河本昭義監督が気に留めており、その後2007年の同チーム鹿児島遠征時に立ち寄った福岡大学での練習中に再度確認、説得して、というもの。

- 中学時代から福岡選抜に選ばれ、大学でも上記東西対抗で相応の活躍をするも、身長やテクニックなどの面より実業団等で特に注目される存在では無かった。それでも、6人制バレーボールを続ける事を希望しており、クラブチーム岡山シーガルズへの入団へと至った。

## 所属チーム
- 浅木小（浅木ジュニア）
- 遠賀中
- 博多女子高校
- 福岡大学
- 岡山シーガルズ (2008-2011年)